# Aleksandar Pantić (Fußballspieler, 1992)
Aleksandar Pantić (* 11. April 1992 in Aranđelovac) ist ein serbischer Fußballspieler.

## Karriere
Pantić begann seine Karriere beim FK Partizan Belgrad. 2010 wechselte er zum FK Rad Belgrad. Sein Profidebüt gab er am 26. Spieltag 2010/11 gegen den FK Smederevo. 2012 wechselte er zum Ligakonkurrenten FK Roter Stern Belgrad. 2013 wechselte er nach Spanien zum FC Villarreal. Sein Ligadebüt gab er am 18. Spieltag 2013/14 gegen Rayo Vallecano. 2014 wurde er an den Ligakonkurrenten FC Córdoba verliehen, mit dem er jedoch in die zweite Liga abstieg. Nach seiner Rückkehr wurde er 2015 direkt an den Ligakonkurrenten SD Eibar weiterverliehen.
Im August 2016 wurde erneut verliehen, diesmal an Deportivo Alavés. Im Februar 2017 wechselte er zu Dynamo Kiew.